# Tarbaleopsis tuberculata
Tarbaleopsis tuberculata är en insektsart som beskrevs av Willy Adolf Theodor Ramme 1930. Tarbaleopsis tuberculata ingår i släktet Tarbaleopsis och familjen Pyrgomorphidae. Inga underarter finns listade i Catalogue of Life.